# Station Hamburg-Ohlsdorf
Station Hamburg-Ohlsdorf (Bahnhof Hamburg-Ohlsdorf, kort: Bahnhof Ohlsdorf) is een spoorweg- en metrostation in het stadsdeel Ohlsdorf van de Duitse stad Hamburg. Het station is onderdeel van de S-Bahn van Hamburg aan de spoorlijn Hamburg Hauptbahnhof - Hamburg-Poppenbüttel en de spoorlijn Hamburg-Ohlsdorf - Hamburg Airport. Daarnaast is station Ohlsdorf ook onderdeel van de metro van Hamburg (U-Bahn). Het station wordt dagelijks door minstens 20.000 reizigers gebruikt en is een van de drukste stations van de Hamburgse S-Bahn. Bij het station bevindt zich het Bahnbetriebswerk Hamburg-Ohlsdorf (onderhoudscentrum) van de S-Bahn van Hamburg. Hier worden treinen opgesteld en onderhouden. Rondom het station bevinden zich meerdere bushaltes in de straten Im Grünen Grunde, Alsterdorfer Straße, Fuhlsbüttler Straße en Friedhof Ohlsdorf.

## Geschiedenis
Onder andere voor de verbinding van de Friedhof Ohlsdorf (begraafplaats) werd hier de verlenging van de zogenaamde DB 1241 van Hamburg-Altonaer Stadt- und Vorortbahn uitgekozen en het station, tegenwoordig S-Bahnstation, op 5 december 1906 geopend. Het stationsgebouw werd tussen 1904 en 1907 naar ontwerpen van Henry Grell in Landhausstil gebouwd. Tussen 1912 en 1914 werd de bouw van het eerste perron, direct ten westen van het station, het station van de Hamburger Hochbahn gebouwd en op 1 december 1914 in gebruik genomen. In 1916–1917 werd een tweede perron voor het nieuwe Langenhorner Bahn richting Ochsenzoll toegevoegd. Wegens de Eerste Wereldoorlog werd het nieuwe Hamburger Staatsbahn naar Langenhorn als eerste op 5 januari 1918 provisorisch met stoomlocomotieven en rijtuigen in bedrijf genomen en pas in 1921 met elektrische treinen. Vanaf 1926 waren er ook steeds meer doorgaande treinen, zodat vanaf Ochsenzoll komend in Ohlsdorf in de richting van de binnenstad niet meer hoeven over te stappen. In 1937 werden beide perrons van de metro samengevoegd, wat de grote breedte en de uit elkaar liggende perronoverkappingen van het huidige metrostation verklaard. Ook werden het emplacement vereenvoudigd en de keersporen verminderd.
Tevens werd tot 1918 de Stadt- und Vorortbahn, nu de S-Bahn, vanaf Ohlsdorf naar Poppenbüttel verlengd. Hier werd tot 1920 dieseltreinen ingezet, doordat na de Eerste Wereldoorlog geen genoeg koper voor de bovenleiding beschikbaar was.
Tussen 1953 en 1955 werd de halte omgebouwd – onder andere werd de stationshal van de metro vernieuwd. In 1962 werd noordelijk van het metrostation een nieuwe keerfaciliteit gebouwd, zodat (tot vandaag) de treinen in de spits hier keren kunnen. Tussen 1984 en 1986 werd ook op het brede perron van de metro ook een spoorlijncentrale ingericht.

### Vanaf 2000

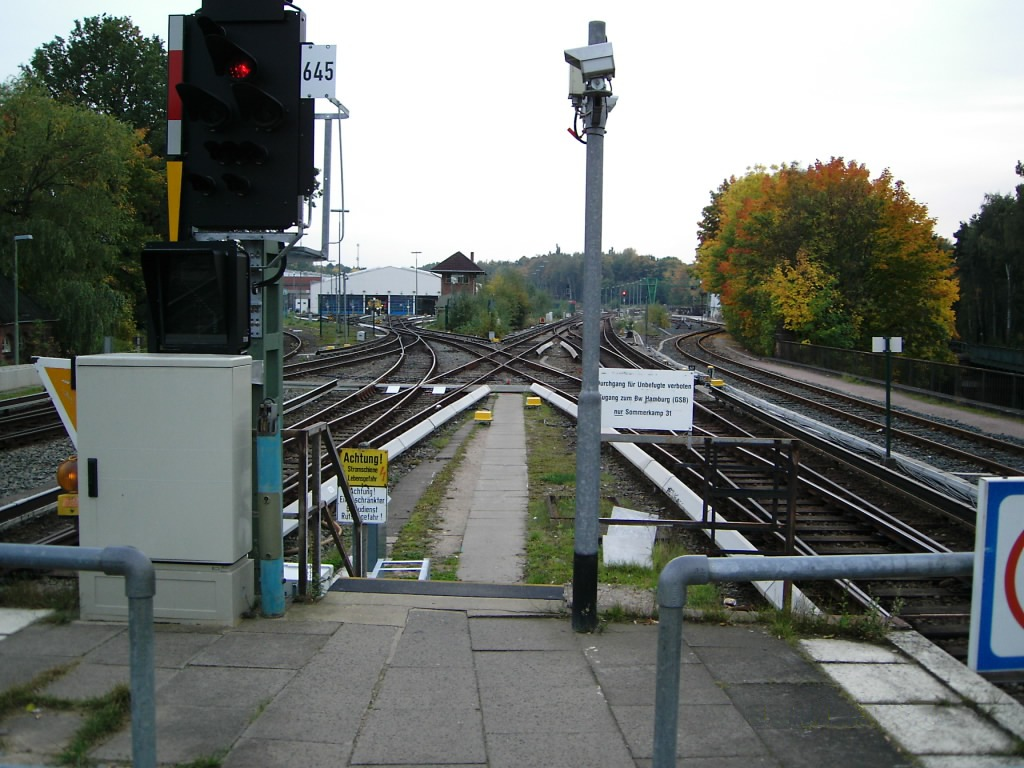
Blik vanaf het S-Bahnperron richting het onderhoudscentrum Hamburg-Ohlsdorf (linksachter) en de S-Bahnsporen richting Barmbek. Rechts het spoor richting de bouwplaats van de metro. Achter de bomen bevindt zich het nieuwe seinhuis Ofs van de S-Bahn. Op de voorgrond een nieuw Ks-sein voor de S-Bahn. (2008)

In 2001 werd het metrodeel van het station gerenoveerd, er werd 6,9 miljoen D-Mark geïnvesteerd in het barrièrevrij maken met hellingen en liften.
De renovatie van het S-Bahndeel volgde met en na de opening van de S-Bahn naar de luchthaven. Vanaf toen splits de S1 hier: de voorste drie rijtuigen van de zes rijtuig tellende trein rijdt verder naar de luchthaven, de achterste drie rijtuigen rijdt naar Poppenbüttel. Tijdens de renovatie werd de S-Bahn ook met een lift uitgerust, welke in 2011 in gebruik genomen werd. Door de bouw van de luchthavenlijn moest het seinstelsel van de S-Bahn bij Ohlsdorf vervangen worden. Het nieuwe elektronische seinhuis Ofs zuidelijk van het station, voor de S-Bahn tussen Barmbek, Poppenbüttel en de luchthaven, werd in september 2008 in gebruik genomen.

## Locatie
De halte Ohlsdorf ligt verhoogd, de S-Bahn ligt net iets hoger dan de metro. Er is een verbinding tussen de S-Bahn, het normale spoor en de metro, maar deze beschikt niet over een derde rail. Ook ten zuiden bevindt zich een bouwplaats van de metro. De Hochbahn kan hier bouwmateriaal van de weg naar de metrosporen overslaan. Deze sporen zijn verbonden met de Goederenlijn om Hamburg verbonden. Ook kunnen via dit spoor nieuwe metrotreinen worden afgeleverd.

## Verbindingen

### S-Bahn
De volgende S-Bahnlijn doet het station Ohlsdorf aan:
| Serie | Treinsoort        | Route | Bijzonderheden |
| ----- | ----------------- | --- | -------------- |
|       | S-Bahn (DB Regio) | Hamburg Airport – /Poppenbüttel – Ohlsdorf – Barmbek – Berliner Tor – Hauptbahnhof – Altona – Blankenese – Wedel |                |

### Metro (U-Bahn)
De volgende metrolijn doet het station Ohlsdorf aan:
| Lijn | Route |
| ---- | --- |
|      | Ohlstedt/Großhansdorf – Volksdorf – Wandsbek-Gartenstadt – Wandsbek Markt – Wandsbeker Chaussee – Lübecker Straße – Berliner Tor – Hauptbahnhof Süd – Jungfernstieg – Kellinghusenstraße – Ohlsdorf – Fuhlsbüttel Nord – Norderstedt Mitte |